# Бене (Закарпатская область)
Бене или Бэнэ  (укр. Бене, венг. Bene) — село в Береговской городской общине Береговского района Закарпатской области Украины, расположенное недалеко от границы с Венгрией.
Население по переписи 2001 года составляло 1409 человек. Почтовый индекс — 90261. Телефонный код — 03141. Занимает площадь 1,415 км². Код КОАТУУ — 2120484401.

## История
Село Бене было основано венграми на правом берегу реки Боржавы (приток Тисы). Первое письменное упоминание села находится в дарственной грамоте венгерского короля Белы IV (1206—1270).
Название селу Бене, по легенде, дали итальянцы, что переводится как «хорошо».
В 1567 село было разграблено и опустошено татарами.
В 1593 верующие села, проникшись идеями Реформации, перешли в новую веру. Католический храм становится реформаторским.
Здешняя округа одна из самых теплых местностей Закарпатья. Село славится виноделием и своими столетними винными подвалами, которые прорубили в белом туфе окрестных холмов в 1916 г. пленные итальянской армии. Температура подвалов постоянная (12°—13°С) не меняется ни при каких погодных условиях.
В 1946 году указом ПВС УССР село Беня переименовано в Доброселье.
В 1995 г. селу возвращено историческое название

## Достопримечательности
- Костел XV—XVIII веков.